# Wissenschaftsorientierung
Unter Wissenschaftsorientierung wird in der Pädagogik das Prinzip verstanden, Lernprozesse an Inhalten und Verfahren der Wissenschaften auszurichten. Erziehung an den verschiedenen Wissenschaften zu orientieren, gehört in den Trend einer allgemeinen Verwissenschaftlichung des gesellschaftlichen Lebens und zu größerer Professionalisierung pädagogischer Inhalte und Arbeitsweisen.

## Nähere begriffliche Eingrenzung
Das „Prinzip der Wissenschaftsorientierung“ ist keineswegs selbstverständlich, da sich Erziehung historisch eher an z. B. Traditionen, religiösen Wertsystemen und Alltagserfahrungen orientiert hat. Erst mit der immer tieferen Durchdringung des Alltags durch wissenschaftliche Disziplinen hat sich dieses Prinzip durchgesetzt. In Deutschland hat der Deutsche Bildungsrat in seinem 1970 veröffentlichten „Strukturplan für das Bildungswesen“ für alle Bildungsstufen die Wissenschaftsorientierung eingefordert. Dies zog in der Lehrerausbildung, auch für die Haupt- und Grundschullehrer, eine größere Theorieorientierung nach sich. Inzwischen wird sie auch für die Erzieherausbildung eingefordert.
Skeptiker sehen in diesem Trend, die Angelegenheit negativ wahrnehmend, eine „Wissenschaftsgläubigkeit“ von pseudoreligiösem Charakter. Zu ihnen gehören Wissenschaftstheoretiker wie Paul Feyerabend oder kritische Philosophen wie Jürgen Habermas, der im „Rationalitätskult“ teilweise bereits eine neue Ideologie sieht. Auch einige „Praktiker“ unter den Lehrern wehren sich gegen die  Verwissenschaftlichung des Unterrichts häufig mit dem Argument, daraus zögen die betroffenen Schüler keinen Vorteil, insbesondere wenn es sich um sehr junge Lernende oder um Schüler handelt, die kein Studium anstreben. So wurden lange Diskussionen geführt, ob Pädagogik überhaupt eine Wissenschaft sei.

## Einbeziehung von Wissenschaftsorientierung in den Schulunterricht

### Gymnasium
Für das höhere Schulwesen als Vorbereitung auf die Hochschule galt im Grunde eine Wissenschaftsorientierung schon immer und kam auch in der Ausbildung der Gymnasiallehrer an Universitäten zum Ausdruck. Für diese Schulform bedeutete es aber gleichwohl eine neue Qualität, dass über die Ausrichtung der vermittelten fachlichen Inhalte hinaus, am aktuellen Stand der Bezugswissenschaften orientiert, nunmehr auch der Lernprozess selbst unter pädagogischen, lernpsychologischen, didaktischen Wissenschaftskriterien zu planen und durchzuführen ist. Ferner sollen die Schüler selbst in der studienvorbereitenden Sekundarstufe II bewusst und gezielt den Umgang mit Wissenschaft in Form von Wissenschaftspropädeutik erlernen. In dieser Schulform sehen manche jedoch eine gegenwärtige Gefahr heraufziehen, die Wissenschaftsstruktur ungebrochen in die Schule oder in zu frühe Jahrgänge zu übertragen und damit eine reine Abbilddidaktik – ohne Rücksicht auf das Lernalter der Schüler – umzusetzen.

### Grundschule und Förderstufe
Das „Prinzip der Wissenschaftsorientierung“ war – neben Lernen lernen – eine der wenigen konkreten didaktisch-methodischen Setzungen, die der Strukturplan für den zukünftigen Grundschulunterricht vorgenommen hat. Dieser Begriff wurde die Leitformel von Entwicklungen des Sachunterrichts vor allem in den 1970er Jahren. Aber gleichzeitig mit der häufigen Verwendung wird deutlich, dass dieses Prinzip aspektreich verstanden wurde und wird.
Martin Wagenschein bezeichnete das Kind sogar prinzipiell als wissenschaftsorientiert, andere Pädagogen halten dagegen Wissenschaftsorientierung für eine Überforderung von Kindern. Entdeckendes Lernen oder forschendes Lernen wird eher akzeptiert, obwohl fast deckungsgleich mit Wissenschaftsorientierung. Die Tätigkeiten des entdeckenden Lernens erfüllen die zentrale Tätigkeit, die Wissenschaft zumindest im Grundsatz ausmacht. Auch der Deutsche Bildungsrat hielt Wissenschaftsorientierung nicht für ein Prinzip, das den Kinderinteressen widerspricht. Unter Wissenschaftsorientierung versteht er, dass Kinder ebenso wie Wissenschaftler Fragen haben, deren Lösung sie suchen, und dass sie gründlich nach Antworten suchen und Neues entdecken wollen.
Beim wissenschaftsorientierten, forschenden Lernen geht es vor allem um die Prinzipien der Wissenschaft: Klarheit des Beschreibens, Revidierbarkeit von Erklärungen und Begriffen stehen im Vordergrund. Der Deutsche Bildungsrat hatte unter Wissenschaftsorientierung einen konzeptionellen Dreiklang verstanden:
1. Lernen des Lernens / Methoden der Erkenntnisgewinnung,
2. Entdecken, Begründen, Anwenden / Erkenntnisse zur Problemlösung
3. Aufbau in einem Spiralcurriculum.

In der Praxis erfolgte die Auswahl von Inhalten aus den Wissenschaften, so dass die Lehrpläne stofflich überfrachtet wurden, lediglich in einzelnen Projekten wurden die Methoden der Wissenschaften als methodische Unterrichtsziele erprobt oder Strukturbegriffe der Wissenschaften zur Strukturierung des Curriculums verwendet.
Im Alltagsbewusstsein sind auch heute noch Varianten von Wissenschaftsorientierung verbreitet, die darin eine Stoffsammlung der Bezugswissenschaften verstehen oder fachwissenschaftlich einwandfreie Bezeichnungen verwenden. Auch eine Engführung nur auf Naturwissenschaften wird vertreten. Besonders in Arbeitsblattsammlungen und Kopiervorlagen dominiert ein derartiges reduziertes Verständnis von Wissenschaftsorientierung. Wissenschaftsorientierung wurde auch deshalb insgesamt viele Jahre im Alltagsbewusstsein von Studierenden und Lehrpersonen eher negativ gewertet, während entdeckendes Lernen intuitiv eher positiv bewertet wurde.
Methodisch ist wissenschaftsorientiertes Lernen jedoch ein Lernen, das von den Fragen der Schüler ausgeht und nach der Lösung von Problemen sucht. Dieses Verständnis von Wissenschaftsorientierung findet sich in der Neuen Einführung in die Didaktik des Sachunterrichts von Astrid Kaiser und bei Martin Wagenschein.